# Fattoria della Campigliola

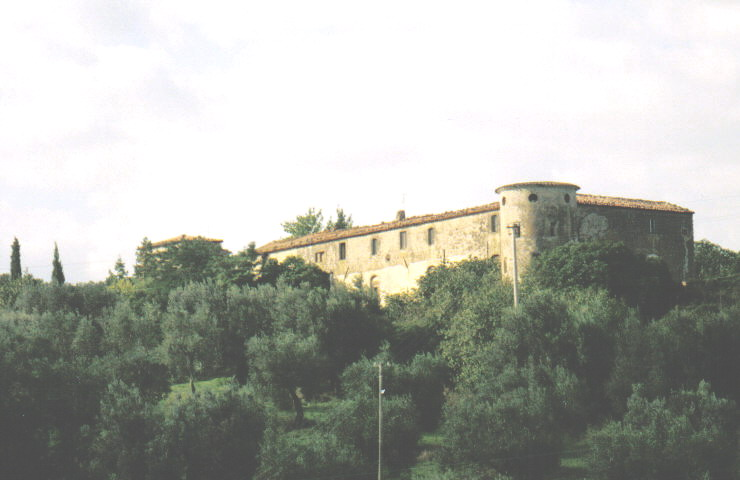
Veduta della Fattoria della Campigliola

La Fattoria della Campigliola si trova nella parte meridionale del territorio comunale di Manciano (GR), lungo la strada che conduce a Vulci, rispetto alla quale si trova sulla destra.

## Storia
Una prima struttura sorse probabilmente in epoca medievale e, nel corso del Seicento, venne notevolmente ampliata e trasformata in fattoria fortificata. Il complesso ha subito ulteriori ristrutturazioni in epoche successive che però hanno fatto mantenere discretamente alla struttura l'aspetto di grangia.
Attualmente il complesso si presenta in condizioni che necessiterebbero un intervento di restauro.